# Ubicomホールディングス
株式会社Ubicomホールディングス（ユビコムホールディングス、英: Ubicom Holdings, Inc.）は、東京都千代田区一番町に本社のある持株会社。

## 概略
2005年12月に「株式会社WCL」のグループ会社として設立された「株式会社AWS」は、2007年3月にWCLグループから独立した。2013年7月には、会社名を「株式会社AWSホールディングス」に社名変更し、2016年6月には、東京証券取引所マザーズ市場に上場した。2017年7月、会社名を「株式会社Ubicomホールディングス」に社名変更し、2017年12月には、東証マザーズから東証第一部へ市場変更した。
現在、Ubicomホールディングスは、グローバル事業とメディカル事業とWin-Winインベストモデルに力を入れている。
グローバル事業では、組込みソフトウェア・アプリケーション開発、テスト・品質保証サービス、3A技術（AI・人工知能、Analytics分析、Automation、RPA、自動化）のサービスを展開している。
メディカル事業では、医療機関向けにレセプト点検、医療安全支援、データ分析、クラウドサービス、開発支援、コンサルティング等のITサービスを提供している。
Win-Winインベストモデル事業では、リーディングカンパニーや成長企業との協業・戦略的提携を推進して新規事業に投資している。

## 沿革
- 2005年12月 - 株式会社WCLのグループ会社として、「株式会社AWS」（現・当社）が設立
- 2007年3月 - WCLグループから独立
- 2008年7月 - 大阪事業所を開設
- 2012年
  - 8月 - 中華人民共和国に「北京爱维森科技有限公司」（現・連結子会社）を設立
  - 12月 - 医療情報システム大手の「株式会社エーアイエス」（現・連結子会社）をグループ化
- 2013年7月 - 会社名を「株式会社AWSホールディングス」（現 当社）に社名変更
- 2015年
  - 5月 - 日本アイ・ビー・エム株式会社とIBMコア・パートナー契約を締結
  - 10月 - 東京ニュービジネス協議会「第10回ニッポン新事業創出大賞」グローバル部門優秀賞を受賞
- 2016年
  - 6月 - 東京証券取引所マザーズ市場に上場
  - 8月 - 世界的ソフトウェアテスト認定機関ISTQBがフィリピン子会社をプラチナパートナーに認定
- 2017年
  - 2月 - アメリカ合衆国に「Ubicom U.S.A., Inc.」（現連結子会社）を設立
  - 7月 - 会社名を「株式会社Ubicomホールディングス」に変更
  - 12月 - 東京証券取引所マザーズ市場から市場第一部に市場変更
- 2018年 - 戦略的提携を通じて事業成長を加速するWin-Winインベストメントモデルを開始
- 2020年 - 保険ナレッジプラットフォーム事業を開始
- 2022年4月 - 東京証券取引所市場第一部から新市場区分「プライム市場」へ移行